# Bistum Cornwall
Das Bistum Cornwall (lat.: Dioecesis Cornubiensis) war eine im heutigen Vereinigten Königreich gelegene römisch-katholische Diözese mit Sitz in St Germans.

## Geschichte
Das Bistum Cornwall wurde im Jahre 931 aus Gebietsabtretungen des Bistums Crediton errichtet. Es umfasste die Grafschaft Cornwall. Im Jahre 1040 wurde das Gebiet des Bistums Cornwall mit dem Bistum Crediton vereint und der Bischofssitz nach Exeter verlegt.
Das Bistum Cornwall war dem Erzbistum Canterbury als Suffraganbistum unterstellt.
Im Jahre 1969 wurde das Bistum Cornwall als Titularbistum Sanctus Germanus wiedererrichtet.